# فرانک آستین
جورج فرانسیس آستین (۹ اکتبر 1877 – ۱۳ مه ۱۹۵۴) بازیگر آمریکایی بود. وی بین سالهای ۱۹۱۷ تا ۱۹۵۰ در بیش از ۱۲۰ فیلم ظاهر شد؛ از جمله فیلم آدم‌کشی لورل و هاردی.

## فیلم‌های برگزیده
- The Secret of Black Mountain (1917)
- The Circus Cyclone (1925)
- Snowed In (1926)
- Sweet Adeline (1926)
- ترور (۱۹۲۸)
- The Desert Bride (1928)
- Court Martial (1928)
- The Drifter (1929)
- پرونده قتل لورل-هاردی (۱۹۳۰)
- دختر بد (۱۹۳۱)
- The Range Feud (1931)
- Another Wild Idea (1934)
- Jiggs and Maggie in Court (1948)